# WeCrashed
WeCrashed è una miniserie televisiva statunitense del 2022 basata sul podcast WeCrashed: The Rise and Fall of WeWork di Wondery, con Jared Leto e Anne Hathaway.
La serie è stata resa disponibile su Apple TV+ a partire dal 18 marzo 2022.

## Trama
La miniserie è incentrata sulla storia vera di una società di successo, WeWork, che si trasforma in un disastro finanziario e umano. La serie si concentra sulla coppia che ha fondato la società, Adam e Rebekah, sulle loro scelte sbagliate e le loro passioni.

## Episodi
| Stagione       | Episodi | Pubblicazione |
| -------------- | ------- | ------------- |
| Prima stagione | 8       | 2022          |

## Produzione
Nel febbraio 2020, dopo che Lee Eisenberg ha firmato un accordo pluriennale con Apple, si è parlato della possibilità di sviluppare una serie drammatica basata sulla storia di WeWork.
Nel dicembre 2020 è stato annunciato che Apple TV+ aveva messo in sviluppo la serie, con Jared Leto in trattative per il ruolo principale. Il mese successivo, la serie viene ufficialmente ordinata e viene annunciato che Anne Hathaway avrebbe recitato al fianco di Leto.
La miniserie è stata prodotta da John Requa e Glenn Ficarra mentre Lee Eisenberg e Drew Crevello l'hanno ideata e scritta.

## Distribuzione
Il primo teaser è stato pubblicato il 19 gennaio 2022, mentre il trailer completo è stato pubblicato il 24 febbraio 2022.
La serie è stata presentata in anteprima al SXSW il 12 marzo 2022 e ha debuttato su Apple TV+ il 18 marzo 2022.